# Acanthotoca graefi
Acanthotoca graefi là một loài bướm đêm trong họ Geometridae.